# Arcas (Conca)
Arcas (anteriorment denominat Arcas del Villar) és un municipi de la província de Conca a la comunitat autònoma de Castella-La Manxa.

## Administració
| Període      | Nom de l'alcalde/-essa    | Partit polític | Data de possessió |
| ------------ | ------------------------- | -------------- | ----------------- |
| 1979 - 1983  |                           |                | 19/04/1979        |
| 1983 - 1987  |                           |                | 28/05/1983        |
| 1987 - 1991  |                           |                | 30/06/1987        |
| 1991 - 1995  |                           |                | 15/06/1991        |
| 1995 - 1999  |                           |                | 17/06/1995        |
| 1999 - 2003  |                           |                | 03/07/1999        |
| 2003 - 2007  | Pedro Antonio Ruiz Abarca | PP             | 14/06/2003        |
| 2007 - 2011  | Joaquín González Mena     | PSOE           | 16/06/2007        |
| 2011 - 2015  | n/d                       | n/d            | 11/06/2011        |
| 2015 - 2019  | n/d                       | n/d            | 13/06/2015        |
| 2019 - 2023  | n/d                       | n/d            | 15/06/2019        |
| Des del 2023 | n/d                       | n/d            | 17/06/2023        |

Compta amb una església romànica, la de Nuestra Señora de la Natividad, datada al segle xiii. Té una nau amb absis i una espadanya, i és un dels exemples de romànic més meridionals de la península Ibèrica. L'església és un dels escenaris habituals dels concerts de la Semana de Música Religiosa de Cuenca.
Les festes s'hi celebren el 15 de maig, Sant Isidre, i el 14 de setembre, el Sant Rostre, que n'és el patró.